# 赤峰南站
赤峰南站，位于中华人民共和国内蒙古自治区赤峰市红山区昭乌达路1段1号，是京通铁路、叶赤铁路、赤大白铁路上的火车站，建于1935年，由中国铁路沈阳局集团管辖。

## 歷史
1935年，赤峰站建站。2019年12月1日，中国国家铁路集团印发《国铁集团关于宁城等站命名和南平南等站更名的通知》，赤喀高速铁路的终点站与京通铁路并线的赤峰西站改名为赤峰站，故本站将由赤峰站改名为赤峰南站。

## 車站周邊
- 赤峰市气象局
- 赤峰市肿瘤医院
- 赤峰学院第二附属医院
- 昭乌达小学
- 昭乌达剧场
- 赤峰第三实验小学
- 速8酒店园林路店
- 中国建设银行赤峰站前支行
- 赤峰医药集团医院
- 锦江之星酒店赤峰火车站店
- 米高时尚酒店赤峰火车站店
- 中国人民银行赤峰市中心支行
- 交通银行赤峰分行
- 赤峰天骄宾馆
- 赤峰十一中
- 赤峰宾馆
- 赤峰巴林石主题酒店
- 赤峰市红山区教育局
- 中国农业银行松山钢铁支行
- 中国建设银行赤峰分行
- 百柳购物中心
- 赤峰市体育场
- 赤峰市医院